# 14699 Кларасмі
14699 Кларасмі (14699 Klarasmi) — астероїд головного поясу, відкритий 6 січня 2000 року.
Тіссеранів параметр щодо Юпітера — 3,271.